# Пентаграф
Пентаграф (др.-греч. πέντε, pénte, «пять» и γράφω, gráphō, «пишу») представляет собой последовательность из пяти букв, используемых для представления одного звука (фонемы) или сочетания звуков, которые не соответствуют значению отдельных букв. Например, в немецком языке пентаграф tzsch в редких случаях представляет звук [t͡ʃ], хотя обычно эту функцию выполняет тетраграф tsch. В ирландском языке есть целый ряд пентаграфов.

## Список пентаграфов

### Кириллица
В кириллице используются для языков Кавказа, в которых есть несколько последовательностей из пяти букв для «сильных» (как правило, транскрибированных в МФА как геминальные и дублированных в кириллице) лабиализованных согласных. Так как, исходя из орфографии, обе особенности предсказуемы, их статус пентаграфов сомнителен.
Пентаграф ххьӀв используется в арчинском языке для передачи звука [χːˤʷ]: лабиализованного ⟨ххьI⟩ [χːˤ], который является «сильным» двойником фарингализованного глухого увулярного фрикатива ([χˤ]), обозначаемого триграфом ⟨хьI⟩. Последний, в свою очередь, является непредсказуемым производным от ⟨х⟩ ([χ]).